# Zboiński Hrabia

Herb według źródeł niemieckojęzycznych

Herb według Tadeusza Gajla

Zboiński Hrabia – polski herb hrabiowski, odmiana herbu Ogończyk, nadany w Prusach.

## Opis herbu
Opis herbu wedle źródeł niemieckojęzycznych, m.in. herbarza braci Tyroff z 1832 roku, stworzony zgodnie z klasycznymi regułami blazonowania:
Na owalnej tarczy w polu czerwonym podkowa złota, na której zaćwieczona takaż strzała. Na tarczy korona hrabiowska, w której klejnot w postaci dwóch ramion zbrojnych trzymających podkowę jak w godle. Trzymacze: dwaj dzicy mężowie.
Opis herbu wedle ilustracji Tadeusza Gajla, który jako źródła wymienił prace Siebmachera i Żernickiego, stworzony zgodnie z klasycznymi regułami blazonowania:
W polu czerwonym na połutoczenicy złotej zaćwieczona rogacina srebrna. Na tarczy korona hrabiowska nad którą hełm z klejnotem: dwa ramiona zbrojne uniesione ku górze, trzymające w dłoniach połutoczenicę złotą. Labry czerwone podbite złotem.

## Najwcześniejsze wzmianki
Nadany z tytułem hrabiowskim Franciszkowi Ksaweremu Zboińskiemu z Kikoła. Tytuł potwierdzony został dla syna, Karola Józefa w roku 1824 w Królestwie Polskim oraz w Rosji 2 lipca 1842 roku.
Wizerunek herbu pojawia się w herbarzu pruskim braci Tyroff z 1832 roku. W odróżnieniu od ilustracji Gajla, tarcza jest tutaj owalna, zaś godło wyobraża złotą strzałę na takiejż podkowie. W klejnocie ramiona zbrojne także trzymają podkowę. Herb posiada dwa trzymacze w postaci dzikich mężów stojących na fragmentach murawy
Herb odnotowany został w Herbarzu rodzin szlacheckich Królestwa Polskiego najwyżej zatwierdzonym w 1853 roku. Wizerunek zbliżony jest do tego z pracy Tyroffów. Podkreślona została informacja, że obdarowany tytułem hrabiowskim otrzymał odmienione godła i dodatkowe ozdoby herbowe.
W herbarzu Siebmachera z 1857 roku godłem herbu jest także podkowa ze strzałą i ramiona w klejnocie trzymają podkowę. Brak korony hrabiowskiej i labrów, za to jest płaszcz spływający z hełmu przykrytego zwykłą koroną.
Maximilian Gritzner i Adolf Hildebrandt w 1874 roku podali informację, że obdarowany tytułem hrabiego był herbu Odrowąż lub Ogończyk. Herb miał przedstawiać złotą strzałę na takiejż podkowie, w klejnocie dwa zbrojne ramiona z podkową, zaś tarczę podtrzymywać mieli dzicy mężowie.
W kolejnej pracy Griztnera i Hildebrandta, z 1889 roku, herb nie został zilustrowany, ale w części opisowej zwrócono uwagę na fakt, że obdarowany tytułem był herbu Ogończyk, zaś w dyplomie zamieniono mu pierścień na podkowę.

## Herbowni
Jedna rodzina herbownych (herb własny):
- graf von Zboiński.